# Yoann Huget
Yoann Huget (Pamiers, 2 giugno 1987) è un ex rugbista a 15 francese che giocava nel ruolo di tre quarti ala. Nella sua carriera ha vestito 62 volte la maglia della Francia.

## Biografia
Formatosi rugbisticamente con il Tolosa, appena diciottenne Huget iniziò a giocare nel 2005 con la stessa squadra nel Top 14. Dopo tre stagioni in cui riuscì a giocare solo poche partite, nel 2008 si trasferì all'Agen giocando più stabilmente in Pro D2. Con l'Agen Huget vinse il Pro D2 nel 2010, conquistando la promozione nella massima serie francese; lo stesso anno cambiò squadra unendosi al Bayonne.
Nel 2010 l'ala francese venne convocata dal C.T. Marc Lièvremont per i consueti test match di fine anno e fece il suo debutto internazionale con la Francia affrontando il 20 novembre l'Argentina a Montpellier. Reduce da un Sei Nazioni in cui Huget giocò in tutte e cinque le partite disputate, di cui quattro da titolare, il giocatore non poté essere convocato per la Coppa del Mondo di rugby 2011 a causa della mancata reperibilità per il controllo antidoping che gli costò nell'agosto 2011 tre mesi di squalifica.
Nel 2012 Huget tornò al Tolosa, squadra nella quale milita attualmente. Fu convocato per disputare la Coppa del Mondo di rugby 2015 ma, a causa di un infortunio al legamento crociato del ginocchio destro, riuscì a disputare solamente la partita inaugurale della fase a gironi contro l'Italia.

## Palmarès
- Campionati francesi: 3
Tolosa: 2007-08, 2018-19, 2020-2021
- Champions Cup: 1
Tolosa: 2020-21
- Campionato francese di rugby a 15 Pro D2: 1
Agen: 2009-10